# Salehurst and Robertsbridge
Salehurst and Robertsbridge est une paroisse civile du district de Rother, dans le Sussex de l'Est, en Angleterre. 

## Administration
Salehurst et Robertsbridge font partie de la circonscription électorale appelée Salehurst. Au recensement de 2011, la population comptait 4 602 habitants et au recensement de 2021, elle comptait 2 726 habitants.